# 1951年の広島カープ
1951年の広島カープでは、1951年シーズンの広島カープの動向をまとめる。
この広島カープは、石本秀一監督の2年目のシーズンである。

## 概要
前年オフに西日本が経営難により西鉄と合併し、セントラル・リーグ所属チーム数が奇数（7チーム）になった。所属チーム数が奇数となったことで、試合日程を組みにくくなったことから、球団数をさらに1チーム減らすべきであるという論調が強まっていた。資金難から選手への給与支払いが滞り、大量解雇したカープが削減チームの筆頭候補となり、2年目にしてチーム消滅の危機を迎えていた。開幕前に一時は大洋との合併が報じられたが、所属選手・市民のチーム存続の訴えを受ける形で、資金を集めるべくチーム後援会が結成された。チーム後援会は株券を発行し企業に限らず、個人の出資も受け、広くからの資金調達を受けることで経営資金を得ようと考えた。後援会発足や出資のことが地元紙で報じられると、チーム存続への強い思いを持っていた広島市民は株券への出資の他に募金も積極的に行い、チーム経営は一気に黒字に転じた。前年に引き続き2年連続で最下位に終わったものの、経営難によるチーム消滅の危機を脱した。

## チーム成績

### レギュラーシーズン
| 1 | 遊 | 白石勝巳   |
| 2 | 三 | 武智修     |
| 3 | 中 | 長持栄吉   |
| 4 | 捕 | 辻井弘     |
| 5 | 一 | 井上嘉弘   |
| 6 | 左 | 岩本章     |
| 7 | 右 | 高木茂     |
| 8 | 二 | 磯田憲一   |
| 9 | 投 | 杉浦竜太郎 |

| 順位 | 4月終了時 | 4月終了時 | 5月終了時 | 5月終了時 | 6月終了時 | 6月終了時 | 7月終了時 | 7月終了時 | 8月終了時 | 8月終了時 | 最終成績 | 最終成績 |
| ---- | --------- | --------- | --------- | --------- | --------- | --------- | --------- | --------- | --------- | --------- | -------- | -------- |
| 1位  | 巨人      | --        | 巨人      | --        | 巨人      | --        | 巨人      | --        | 巨人      | --        | 巨人     | --       |
| 2位  | 国鉄      | 0.0       | 松竹      | 1.5       | 名古屋    | 3.5       | 名古屋    | 11.0      | 名古屋    | 14.0      | 名古屋   | 18.0     |
| 3位  | 名古屋    | 2.5       | 大阪      | 2.0       | 松竹      | 7.5       | 松竹      | 14.5      | 松竹      | 19.0      | 大阪     | 20.5     |
| 4位  | 大洋      | 3.0       | 名古屋    | 4.5       | 大阪      | 9.0       | 大阪      | 15.0      | 大阪      | 19.5      | 松竹     | 27.0     |
| 5位  | 松竹      | 3.5       | 国鉄      | 4.5       | 大洋      | 12.5      | 大洋      | 18.5      | 国鉄      | 25.0      | 国鉄     | 31.5     |
| 6位  | 広島      | 4.0       | 大洋      | 4.5       | 国鉄      | 13.5      | 国鉄      | 18.5      | 大洋      | 25.5      | 大洋     | 37.0     |
| 7位  | 大阪      | 4.5       | 広島      | 7.5       | 広島      | 17.0      | 広島      | 25.0      | 広島      | 33.5      | 広島     | 41.0     |

| 順位 | 球団             | 勝 | 敗 | 分 | 勝率 | 差   |
| 1位  | 読売ジャイアンツ | 79 | 29 | 6  | .731 | 優勝 |
| 2位  | 名古屋ドラゴンズ | 62 | 48 | 3  | .564 | 18.0 |
| 3位  | 大阪タイガース   | 61 | 52 | 3  | .540 | 20.5 |
| 4位  | 松竹ロビンス     | 53 | 57 | 5  | .482 | 27.0 |
| 5位  | 国鉄スワローズ   | 46 | 59 | 2  | .438 | 31.5 |
| 6位  | 大洋ホエールズ   | 40 | 64 | 4  | .385 | 37.0 |
| 7位  | 広島カープ       | 32 | 64 | 3  | .333 | 41.0 |

## オールスターゲーム1951
| ポジション | 名前       |
| ---------- | ---------- |
| 投手       | 長谷川良平 |

この年の広島からは監督推薦による選出のみであった。

## 表彰選手
| リーグ・リーダー |
| ---------------- |
| 受賞者なし       |

| 選出なし |